# Aleksandr Stalievič Portnov
Aleksandr Stalievič Portnov (in russo Александр Сталиевич Портнов?; 17 settembre 1961) è un ex tuffatore sovietico.

## Carriera
Vinse la medaglia d'oro alle Olimpiadi di Mosca del 1980. La sua gara si concluse tra le polemiche perché sbagliò il tuffo nell'ultima serie e la giuria gli permise di ripeterlo.
L'anno seguente ai XV Campionati europei di nuoto svoltisi a Spalato in Jugoslavia vinse il titolo europeo con 665,94 punti gareggiando nella competizione dal trampolino 3 metri.
Nel 1982 ai campionati mondiali di nuoto 1982 di Guayaquil in Ecuador, con 631,56 punti, vinse la medaglia di bronzo nei tuffi dal trampolino 3 metri chiudendo alle spalle dello statunitense Greg Louganis (752,67) e del compagno di nazionale sovietico Sergej Kuz'min (636,15).